# Bombus brachycephalus
Bombus brachycephalus es una especie de abejorro, un himenóptero apócrito de la familia Apidae. Es una especie nativa de México y América central. Vive en regiones montañosas y varios tipos de bosques. Es activo todo el año en muchas partes.

## Estado de conservación
Bombus brachycephalus está incluido en la IUCN Redlist como una especie en peligro de extinción desde el año 2015. Se calcula que su distribución presente es 27% de la originaria. Las amenazas a esta especie incluyen degradación de hábitat, uso de plaguicidas y la introducción de especies como Bombus impatiens.

## Taxonomía
Bombus brachycephalus fue descrito originalmente por el entomólogo austríaco Anton Handlirsch y publicado en Akademie der Wissenschaften in Wien, Sitzungsberichte, Mathematisch-naturwissenschaftliche Klasse, Abteilung 3(3): 209-250 en 1888.